# Konstantinovy Lázně
Konstantinovy Lázně település Csehországban, Tachovi járásban. Konstantinovy Lázně Křelovice, Cebiv, Bezdružice, Kokašice, Horní Kozolupy és Ostrov u Bezdružic településekkel határos. Lakosainak száma 904 fő (2024. január 1.).

## Népesség
A település lakosságának változását az alábbi diagram mutatja:
| Lakosok száma | 1152 | 1441 | 1644 | 1155 | 1122 | 950  | 909  | 919  | 896  | 904  |
|               | 1869 | 1890 | 1921 | 1950 | 1980 | 2001 | 2017 | 2019 | 2022 | 2024 |